# Spermine
La spermine est une polyamine naturelle présente notamment dans le sperme et d'autres fluides corporels, qui possède un goût et une odeur caractéristiques.
À pH biologique, elle est présente sous la forme d'un polycation et participe à de nombreux métabolismes cellulaires chez tous les eucaryotes dans différents types de tissus (par exemple dans le blocage des canaux potassiques au cours de la phase d'initiation du potentiel d'action).
Elle est souvent associée aux acides nucléiques dont elle stabilise la structure hélicoïdale de l'ADN, notamment chez les virus. C'est aussi un facteur de croissance essentiel pour certaines bactéries.

## Historique
La spermine fut décrite pour la première fois en 1677 par Anthoni van Leeuwenhoek, qui en obtient des cristaux à partir du sperme et d'autres fluides corporels.
Le nom de spermin fut utilisé pour la première fois par les chimistes allemands Ladenburg et Abel en 1888. Sa structure chimique fut découverte entre 1923 et 1927, simultanément en Angleterre (par Dudley, Rosenheim et Starling) et en Allemagne (par Wrede et al.) ; à cette époque fut aussi découverte une méthode de synthèse.

## Biochimie
Dès le début des années 1960, on montre que fonctionnellement, la spermine interagit avec l'ADN, et qu'elle contribue à le stabiliser, notamment dans le sperme.
Elle est formée à partir de la méthionine via l'intermédiaire spermidine. Spermidine et spermine sont aussi présentes dans les ribosomes, proches de l'ARNt  et des moyens de détection des virus, probablement pour stabiliser l'ADN et l'ARN.

## Synthèse
Une méthode de synthèse de la spermine, déjà au point en 1948 est la réduction du succinonitrile en 1,4-diaminobutane, suivie d'une cyanoéthylation par l'acrylonitrile en un précurseur dicyano, suivi d'un réduction supplémentaire.

## Utilisation
La spermine a été brevetée comme ingrédient de cosmétique pour des produits hydratants, pour fermer les pores ou encore la réduction des rides.
Elle peut être également utilisée pour sa capacité à former des complexes solubles dans l'eau avec le monoxyde d'azote, ce qui rend ce gaz plus facile à manipuler. Elle sert également de matière première pour la synthèse de dérivés d'intérêt médical.